# Sonja Mellink
Sonja Mellink es una deportista neerlandesa que compitió en bádminton. Ganó una medalla de bronce en el Campeonato Europeo de Bádminton de 1992, en la prueba de dobles mixto.

## Palmarés internacional
| Campeonato Europeo | Campeonato Europeo    | Campeonato Europeo | Campeonato Europeo |
| Año                | Lugar                 | Medalla            | Prueba             |
| ------------------ | --------------------- | ------------------ | ------------------ |
| 1992               | Glasgow (Reino Unido) | Medalla de bronce  | Dobles mixto       |